# Космос-57
Космос-57 — советский автоматический космический корабль, который был запущен в целях испытания прототипа космического корабля «Восход-2» и его шлюзовой камеры «Волга». Запущен 22 февраля 1965 года в беспилотном варианте. Так как запуск был экспериментальным, космический аппарат получил обозначение «Космос»

## Цели

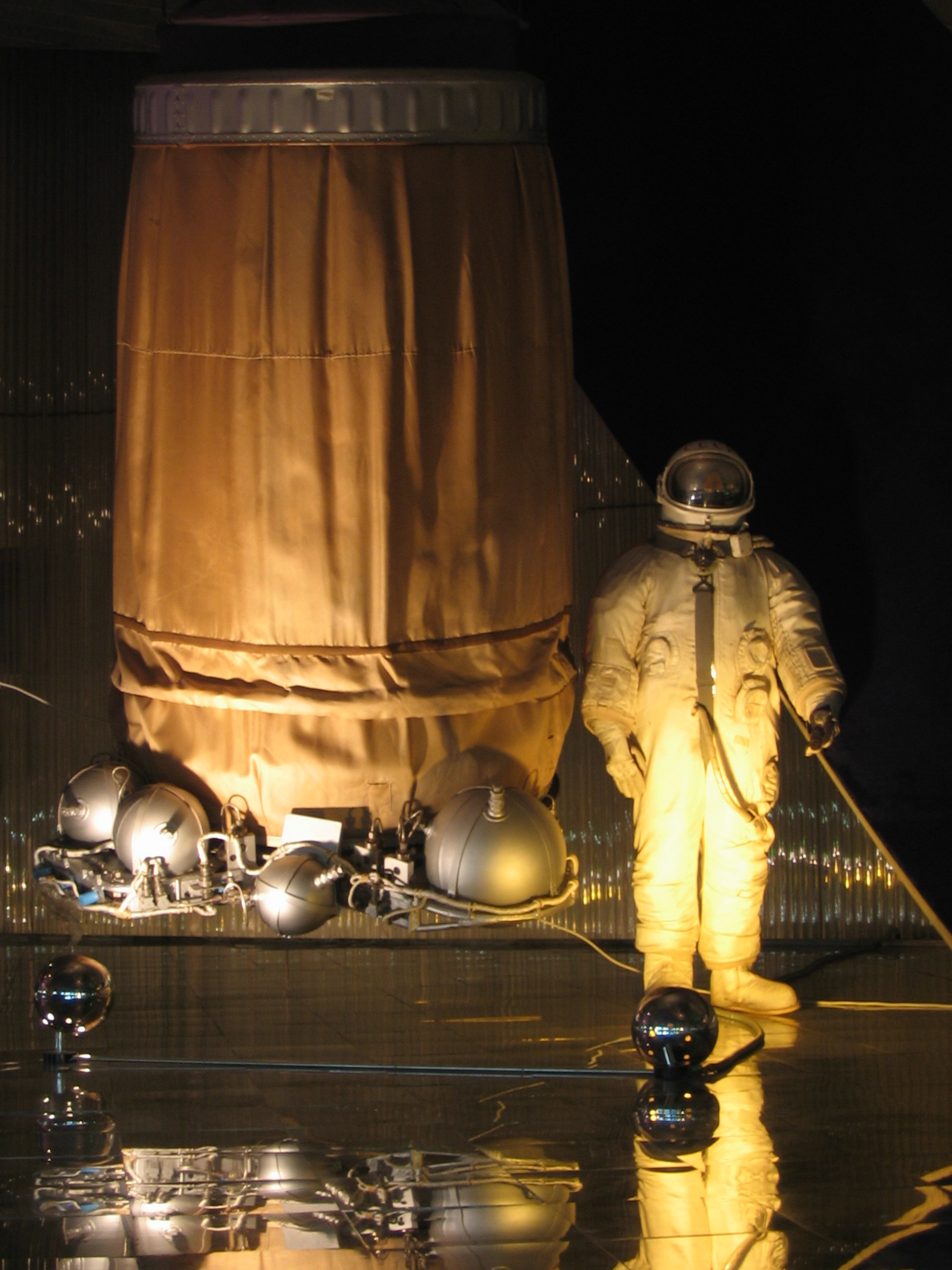
Шлюзовая камера «Волга» в Мемориальном музее космонавтики

Беспилотный аппарат был запущен за три недели до старта «Восхода-2». Основной задачей был выход в открытый космос с использованием надувного шлюза «Волга». Космос-57 должен был проверить работоспособность этого шлюза и прочих систем корабля. Воздушный шлюз успешно открылся и закрылся, и на борту без сбоев произвели поднятие давления.

## Авария
После успешного испытания, на третьем витке возник сбой. Две наземные станции слежения отправили одновременно команды сбросить давление в воздушном шлюзе. Программное устройство было рассчитано на последовательный прием и интерпретировало их как одну команду начать снижение и спуск в атмосферу. Так как траектория спуска предполагала посадку корабля в незапланированном месте, через 22 минуты сработала система автоподрыва, которая использовалась с целью уничтожения аппарата, дабы он не попал в руки потенциальных противников.
После подрыва было образовано более 100 обломков, которые в период с 31 марта по 6 апреля 1965 года падали на Землю и сгорали в плотных слоях атмосферы.
Несмотря на то, что программа испытательного полёта была выполнена не полностью (не удалось произвести штатный отстрел камеры и успешно посадить модифицированный спускаемый аппарат), было принято решение продолжить строительство «Восхода-2» и запуск его в соответствии с планом, поскольку на повторный испытательный пуск ушёл бы год. С учётом полученного опыта в основной конструкции аппарата было добавлена защита радиолинии.